# Heida Reed
Heida Reed, geboren als Heiða Rún Sigurðardóttir (Reykjavik, 22 mei 1988), is een IJslands film-, televisie- en theateractrice en model.

## Biografie
Heida Reed werd als Heiða Rún Sigurðardóttir geboren in 1988 in Reykjavik. Ze groeide op in het stadsdeel Breiðholt als middelste van drie kinderen van een muziekleraar en een tandhygiëniste. Op 18-jarige leeftijd verliet ze IJsland om twee jaar als model te werken in Mumbai. Daarna vestigde ze zich in Londen, waar ze in 2010 afstudeerde aan het Drama Centre London.
Reed speelde in diverse Londense theaterproducties. In 2015 had ze bij toneelgroep Theatre Renegade de gedeelde hoofdrol in Scarlet, een toneelstuk van Sam H. Freeman over slut-shaming en cyberpesten, dat in première ging in het Londense Southwark Playhouse. Theatre Renegade werkte samen met de White Ribbon Campaign om de cast en medewerkers te ondersteunen tijdens het werken aan deze productie, waarbij informatieve gesprekken werden gevoerd over in het stuk behandelde kwesties.
Ze acteert ook in Britse televisieseries en had rollen in onder meer Death in Paradise, Silent Witness, DCI Banks en Jo. Ze werd vooral bekend door haar rol van Elizabeth Chynoweth in Poldark. Ze was ook te zien in IJslandse miniseries: in 2013 als Gréta in Hraunið, in 2017 gevolgd door de titelrol in Stella Blómkvist.
In 2017 maakte ze via sociale media haar verloving bekend met de Amerikaanse acteur en filmproducer Sam Ritzenberg.

## Filmografie

### Speelfilms
- 2013: Eternal Return - Isabelle
- 2012: Vampyre Nation - Celeste
- 2011: One Day - Ingrid
- 2010: Dance Like Someone's Watching - Gabriella
- 2022: Blank - Rita

### Televisie
- 2017: Stella Blómkvist (miniserie) - Stella Blómkvist (6 afl.)
- 2016: Death in Paradise - Eloise Ronson (1 afl.)
- 2015: Toast of London - Pooky Hook (1 afl.)
- 2015-heden: Poldark - Elizabeth Chynoweth (38 afl.)
- 2014: Hraunið – Gréta (4 afl.)
- 2014: Silent Witness - Monica Dreyfus (2 afl.)
- 2013: Jo - Adèle Gauthier (8 afl.)
- 2012: DCI Banks - Carmen (2 afl.)

## Theater
- 2015: Scarlet - Scarlet (Southwark Playhouse)
- 2011: Topgirls - understudy Marlene (Trafalgar Studios)
- 2010: Summerfolk - Yulia (Drama Centre London)
- 2010: The Winter’s Tale van Shakespeare - Hermione (Drama Centre London)
- 2009: The Merchant of Venice van Shakespeare - Nerissa (Drama Centre London)
- 2009: Macbeth van Shakespeare – The doctor (Styria, Oostenrijk)
- 2009: The Rehearsel - Hortensia (Drama Centre London)
- 2009: Cross Purpose - Maria (Find a Penny Theatre Company)
- 2008: The Seagull - Masha (Drama Centre London)
- 2008: All My Sons - Sue (Drama Centre London)
- 2008: The Last Days of Don Juan - Tisbea (Drama Centre London)
- 2008: This Happy Breed van Noël Coward - Queenie (Drama Centre London)

## Prijzen en nominaties
De belangrijkste:
| Jaar | Prijs      | Categorie     | Film             | Uitslag     |
| ---- | ---------- | ------------- | ---------------- | ----------- |
| 2018 | Edda Award | Beste actrice | Stella Blómkvist | Genomineerd |